# پادشاهی بهمن
«پادشاهی بهمن» پانزدهمین داستانِ پادشاهان و ششمین پادشاهی کیان در شاهنامهٔ فردوسی است که دورانِ شصت‌سالهٔ پادشاهیِ بهمن را داستان می‌کند.
بهمن هنگامی که به قدرت رسید، رستم با نیرنگ شغاد، کشته شده بود. او به کین خواهی اسفندیار، پدرش، به زابلستان لشکر کشید و علیرغم اصرار زال بر عدم کین خواهی، بهمن زال را به بند کشید. فرامرز وقتی از کین خواهی پدرش رستم، از کابل بازگشت، متوجه ماجرا شد و لشکری گرد کرد و به سوی استخر رفت. بهمن تا متوجه شد، لشکری جمع کرد. دو لشکر با یکدیگر تلاقی کرده در این پیکار بهمن پیروز شد. آنگاه بهمن، فرامرز را به دار آویخت. زال را زندانی کرد سپس با میانجی‌گری پشوتن عموی بهمن، او را از زندان آزاد کرد.
در برخی نوشته‌ها ماجرای فوق به گونه‌ای دیگر آمده‌است. بر پایهٔ نوشته‌های طبری و ابن‌اثیر. زال، فرامرز و زواره بدست بهمن کشته شدند. در بندهشن و بسیاری دیگر از نوشته‌های فارسی و عربی دوران سلطنت بهمن را ۱۱۲ سال نوشته‌اند، ولی در منابع دیگر پادشاهی او را ۸۰ تا ۱۲۰ سال هم نوشته‌اند. همه منابع او را شاهی نیکوکار و درست‌کار نوشته و ستوده‌اند. اهمیتی که در نوشته‌های زرتشتی به پادشاهی بهمن داده شده را می‌توان در بهمن‌یشت دید که دوران پادشاهی شاهان را به شاخه‌های درختی که از هفت آهن ساخته شده‌اند تعبیر کرده‌است. در این اسناد، دوران پادشاهی گشتاسپ زرّین، دوران بهمن سیمین، دوران پادشاهی اردشیر بابکان برنجی، دوره پادشاهی بلاش اشکانی مِفرغی، دوره بهرام گور قلعی و دوره خسرو انوشیروان را فولادین برشمرده‌اند.

## خاندان بهمن
برخی منابع فارسی و عربی شمار فرزندان بهمن را پنج تن و برخی سه تن نوشته‌اند. به روایت شاهنامه دو پسر به نام‌های دارا و ساسان و سه دختر به نام‌های خُمانی (همای) که دارای عنوان «چهرآزاد» است، در حالی که در بهمن‌نامه و مجمل‌التواریخ همای دختر ملک حارث پادشاه مصر و ساسان نیز برادر بهمن است، در شاهنامه و بهمن‌نامه همسر بهمن همای و در فارس‌نامه همسر وی دختری یهودی به نام راحب از نوادگان رحبعام بن سلیمان است. بهمن هنگام در بستر بیماری همای را جانشین خود کرد. در شاهنامه آمده‌است پسر دیگر بهمن ساسان نام داشت، بهمن از اینکه دخترش را جانشین خود کرده بود، سرخورده شده بود، به نیشابور رفت در آنجا زن دیگر گرفت و آن زن برای بهمن پسری زاد که نام او را ساسان گذاشتند. ساسان دوم که نامش رفت، بر طبق نوشته‌ها، پدربزرگ اردشیر بابکان، بنیان‌گذار شاهنشاهی ساسانی است.
در بخش‌های پسین‌تر شاهنامه داستانی دیگر آمده‌است که با داستان بالا ناهمسان است، اما با داستانی که در نوشته پهلوی کارنامه اردشیر بابکان آمده یکسان است. بر پایه داستان دوم، پس از مرگ دارا در جنگ با اسکندر، پسر دارا که ساسان نام داشته به هندوستان گریخت و در آنجا زنی گرفت و نوادگان او تا چهار نسل همگی نام ساسان داشتند که نوه بزرگ بزرگ او پدر اردشیر بابکان است. بر پایه این داستان، تبار اردشیر با میانجی همای به بهمن می‌رسد، نه با میانجی ساسان که در داستان نخست گفته شده‌است. در بندهشن و طبری، تبارنامه دیگری از اردشیر بابکان آمده‌است که تبار او را با میانجی‌های دیگری به بهمن می‌رساند. همچون داستان نخست شاهنامه تبار اردشیر را با میانجی ساسان به بهمن می‌رساند و نه با همای.